# Groupe Ionis
 (mai 2023).
L'article doit être relu — et modifié si nécessaire — par des contributeurs indépendants pour apporter un regard critique aux contributions effectuées en violation des conditions d'utilisation de Wikipédia, tant sur la forme (notamment concernant le style encyclopédique, la proportionnalité) que sur le fond (la neutralité de point de vue, la qualité et l'indépendance des sources).
IONIS Education Group, aussi appelé Groupe IONIS, fondé en 1980, est une société par actions simplifiée française spécialisée dans la gestion, le rachat et la création d’établissements d'enseignement supérieur privé.
En 2024, il est présidé par son fondateur, Marc Sellam.

## Historique
Le groupe est fondé en 1980. En 1986, l'ISEG créé un premier campus en région à Bordeaux.
En 1994, le groupe rachète l'École pour l'informatique et les techniques avancées (EPITA) (école d'ingénieurs en informatique créée en 1984) et prend sa forme juridique définitive. En 1997-1998, il rachète l'Institut polytechnique des sciences avancées (école d'ingénieurs en aéronautique créée en 1961) et l'Institut supérieur de gestion.
En 1999, le groupe Ionis ouvre l'École pour l'informatique et les nouvelles technologies (EPITECH).
Le groupe prend le nom de Ionis Education Group en 2002. En 2004, il intègre un nouveau secteur d'activités, les biotechnologies, par la fondation de l'école Sup'Biotech. L'ESME-Sudria (école d'ingénieurs généraliste créée en 1905) est incorporée dans le groupe en 2006. Les années 2007 et 2008 voient l'implantation en province à travers l'ouverture des campus de Bordeaux, Lille, Lyon, Marseille, Nancy, Nantes, Nice, Montpellier.
En août 2020, le groupe rachète l'école d'informatique Supinfo en dépôt de bilan et dont il ne conserve que cinq campus : Paris, Caen, Lille, Lyon et Tours. Le rachat suscite une controverse,.
En 2021, le groupe créé l'école d'intelligence artificielle IA Institut.

## Liste des filiales

### Écoles d'ingénieurs
Le groupe gère quatre écoles d'ingénieurs :
- l'École pour l'informatique et les techniques avancées (EPITA) qui délivre un enseignement supérieur dans les technologies de l'information et de la communication[18],
- l'ESME Sudria (anciennement École spéciale de mécanique et d'électricité) dans les domaines du génie électrique, de l'électronique, des télécommunications et de l'informatique[19],
- l'Institut polytechnique des sciences avancées (IPSA) qui propose une formation dans le domaine aéronautique en cinq ans après le baccalauréat[20],
- l’Institut supérieur des biotechnologies de Paris qui propose un cursus tourné vers les biotechnologies[21].

### Écoles de commerce, marketing & communication
Le Groupe Ionis possède plusieurs écoles de commerce, d'expertise comptable et de mode.

### Écoles technologiques, digitales et design
Dans les autres filiales techniques, le groupe possède entre autres l'École pour l'informatique et les nouvelles technologies (EPITECH), qui délivre un enseignement supérieur en informatique et nouvelles technologies, l'IA Institut, école d'enseignement supérieur créée en 2021 et qui délivre un cursus en 6 ans orienté vers l'intelligence artificielle, Epitech Digital, établissement privé d'enseignement supérieur créé en 2019 et qui forme aux métiers de la transformation digitale et du numérique, Epitech Executive, centre de formation continue en informatique, Supinfo, école créée en 1965 par Léo Rozentalis et rachetée par le groupe en août 2020 et l'École des technologies numériques avancées (ETNA), établissement d'enseignement privé de formation en informatique par l'alternance. Les deux premières années du cursus sont gratuites et financées par un mécanisme de solidarité intergénérationnelle : les élèves arrivant en 3e année s'engagent moralement à financer les études des nouveaux entrants,.
Également, on trouve[style à revoir] la Coding Academy, cursus proposé par Epitech depuis 2015 et qui forme en 20 semaines des développeurs en informatique, la Web@cademie, établissement gratuit (financé par des fonds publics et des entreprises comme Microsoft, Huawei[source insuffisante]) créé en avril 2010 qui forme des jeunes entre 18 et 25 ans en situation d'échec scolaire aux métiers de l'informatique, XP School, école créée en 2018 et qui forme aux métiers de l'e-sport et la PHG Academy, centre de formation qui forme de potentiels futurs joueurs professionnels du secteur de l’Esport.

### Autres entités
Ionis gère aussi le Concours Advance, qui donne accès aux quatre écoles d'ingénieurs du groupe.
Dans les autres entités du groupe on trouve[style à revoir] notamment SecureSphere by EPITA, centre de formation continue en cybersécurité et en numérique.

## Données économiques
En 2015, Ionis et ses filiales opèrent 25 écoles ou organismes de formation (y compris un incubateur).
« L’entremêlement des statuts juridiques, commerciaux et associatifs » de ce groupe qui revendique « 17 enseignes et 54 établissements » en 2015, et le décompte largement incomplet effectué à partir des sites des enseignes, rend les données fournies par cette firme difficilement vérifiables d'après les analyses du chercheur et sociologue Aurélien Casta.
Plusieurs de ses écoles ont le statut d'association loi de 1901, ce qui pose la question du montage financier, par exemple, « sur les exonérations d’impôts dont bénéficient ces associations » « ou alors sur leurs holdings qui vendent au prix fort des prestations supports (communication, informatique, matériel pédagogique) aux écoles des groupes sous statut non commercial ». Il fait partie, « aux dires de la presse professionnelle du secteur », d'un des plus importants du secteur. C'est en 2010, selon Le Nouvel Économiste, le premier « opérateur privé de l’enseignement supérieur »,.